# Bošnjaci (Vukovarsko-srijemska županija)
Bošnjaci su općina u Vukovarsko-srijemskoj županiji, u Republici Hrvatskoj.

## Zemljopis
Površina općine je 94,96 km², od čega 5.019 ha ili 52,85 % čine obradiva tla, a 3.547 ha ili 37,35 % šuma. Selo se nalazi u blizini rijeke Save i grada Županje, s kojom je urbanizacijom gotovo spojeno, a udaljenost između središta Bošnjaka i Županje iznosi oko 5 km. Graniči s općinama Vrbanja, Drenovci, Nijemci, gradovima Županja i Otok, te s Bosnom i Hercegovinom. 
Okosnicu prometne mreže čine dva glavna cestovna smjera: autocesta A3 na sjeveru Općine (GP Bregana – Zagreb – Slavonski Brod – Lipovac – GP Bajakovo), te državna cesta D214 (Županja – Bošnjaci – GP Gunja) na jugozapadnom dijelu Općine Bošnjaci. U neposrednoj blizini, između Bošnjaka i Županje, prolazi i državna cesta D55, a oko 6 km od centra Bošnjaka je i međunarodni granični prijelaz Županja – Orašje. Osim cesta državne važnosti, na području Općine su još i dvije županijske ceste Ž4223 (Bošnjaci – Otok) i Ž4229 (Bošnjaci – Spačva) te nekoliko nerazvrstanih prometnica. 
| Gradište | Otok               | Komletinci        |
| Županja  | Susjedne općine    | Vrbanja           |
| Orašje   | Vidovice, Kopanice | Posavski Podgajci |

## Povijest
Na lokalitetu Poprnjak, oko 3 km sjeverno od Bošnjaka, pronađeno je naselje i nekropola kulture polja sa žarama koje se prema pronađenim brončanim i koštanim predmetima datira u završnu fazu brončanog doba (Br D – Ha A1), oko 1000 godina prije Krista. Na prostoru Žuželja, kod bivše Daražove ciglane uz rijeku Savu, pronađena je starohrvatska nekropola.
Prvi se puta Bošnjaci spominju 1476. godine, u popisu posjeda Selna (Zelna), i to kao desetak raštrkanih sela, koja će sredinom 18. stoljeća ušoravanjem biti povezana u cjelinu. 

### Turska vladavina
Posavski dio Slavonije Turci osvajaju 1536. godine, a ovo je područje pripadalo Srijemskom sandžaku, kadiluku Nijemci i nahiji Posavina. Područje današnjih Bošnjaka sastojalo se od nekoliko sela koja su prema turskom poreznom popisu provedenom oko 1570. izgledala ovako:
- Boşnak (Bošnjaci): 2200 akči poreza, 11 kuća,

- Buçiye (Buče) i Karaş (napušteno selište Karaševo): 2200 akči poreza, 6 kuća,

- Salanik,  Islaniçi (selo Slanik, drugim imenom Slanić): 3222 akče poreza, 8 kuća.

Najviše je poreza i ušura plaćano je od pšenice, prosa, košnica, ovaca i svinja, a stanovnici Slanić sela imali su i 4 vodenice na rijeci Savi. 

### Vojna krajina i suvremeno razdoblje
Nakon oslobođenja od Osmanske vlasti i uspostave granice na Savi Bošnjaci su dio Slavonske vojne granice, 7. Brodske graničarske pukovnije i 11. satnije (kompanije) sa sjedištem u Županji.
Dne 16. rujna 1845. kod Bošnjaka je, u Savi, potonuo prvi hrvatski parobrod Sloga.
Važan datum za općinu je 22. svibnja 1897. kada su održani prosvjedi protiv nametnutog kandidata za izbore za Hrvatsko-slavonsko-dalmatinski sabor., a kojega su Bošnjačani trebali prisilno izabrati. U sukobu je ubijeno osam mještana, a ranjeno njih oko stotinu. Danas se 22. svibnja slavi kao Dan općine Bošnjaci, a nemili se događaj naziva Krvavi bošnjački izbori.
Od 1945. do 1963. događala su se ukazanja Majke Božje i nekih svetaca. Izazvala su veliku pozornost hrvatske katoličke javnosti, a do danas nisu istražena. O tom događaju piše u svojim knjigama Vinko Juzbašić, te svećenik Srijemske biskupije Petar Šokčević u knjizi Zapisi iz olovnih vremena, u poglavlju Ukazanja u Bošnjacima 1945. – 1963. Šokčević piše o događajima kao svjedok i u knjizi prikazuje ozračje tih događaja i daje portrete vidjelaca.
U Domovinskome je ratu sudjelovalo oko 360 Bošnjačana, od kojih je bilo mnogo ranjenih, a sedmero poginulih.
Do 1993. Bošnjaci su bili u sastavu Općine Županja.

## Stanovništvo
Bošnjaci su selo s hrvatskim, katoličkim starosjedilačkim stanovništvom, koje se naziva i Slavoncima Šokcima. Po popisu stanovništva iz 2001. godine, općina Bošnjaci imala je 4653 stanovnika, raspoređenih u jednom naselju – Bošnjacima. Prema popisu iz 2021. Bošnjaci imaju 2868 stanovnika.
Nacionalni sastav stanovništva Bošnjaka po popisu 2021.
- Hrvati – 2841 (99,06 %)
- Albanci – 14 (0,49 %)
- Srbi – 5 (0,17 %)
- Romi – 7
- Bošnjaci – 2
- Rusini – 1
- Rusi – 1

Nacionalni sastav stanovništva Bošnjaka po popisu 2011.
- Hrvati – 3855 (98,82 %)
- Albanci – 14 (0,36 %)
- Srbi – 9 (0,23 %)
- Romi – 7
- Bošnjaci – 1
- Mađari – 1
- neopredijeljeni – 4

| broj stanovnika | 3100  | 3955  | 4475  | 4350  | 4622  | 4783  | 4386  | 4473  | 4329  | 4529  | 4769  | 4741  | 4531  | 4426  | 4653  | 3901  | 2868  |
|                 | 1857. | 1869. | 1880. | 1890. | 1900. | 1910. | 1921. | 1931. | 1948. | 1953. | 1961. | 1971. | 1981. | 1991. | 2001. | 2011. | 2021. |

| broj stanovnika | 3100  | 3955  | 4475  | 4350  | 4622  | 4783  | 4386  | 4473  | 4329  | 4529  | 4769  | 4741  | 4531  | 4426  | 4653  | 3901  | 2868  |
|                 | 1857. | 1869. | 1880. | 1890. | 1900. | 1910. | 1921. | 1931. | 1948. | 1953. | 1961. | 1971. | 1981. | 1991. | 2001. | 2011. | 2021. |

## Gospodarstvo
Uz poljoprivredu i šumarstvo, izvor dodatnih prihoda brojnim bošnjačkim obiteljima je predstavljala izrada oboraka i ženskih ručnih radova, osobito šlinge. To je pretočeno i u pjesmu koja kaže: Bošnjaci se nadaleko znaju, po oborcim i po šlingeraju!
Poduzetnička zona obećavajući je pokazatelj napretka. Brojni su proizvodni pogoni, poljoprivredna obiteljska gospodarstva te stočarske i poljoprivredne zadruge. Uređena su mnoga izletišta i šetnice uz Spačvanski bazen, kao i ugostiteljski objekti. Godine 2007. otvoren je i Šumarski muzej.
Brojne organizacije brinu o tradiciji, ručnome radu, šokačkoj pjesmi, glumi i plesu, a sportski klubovi privlače mlade i zadržavaju ih u selu. Trenira se i druži uz nogomet, rukomet, taekwondo, šah, lov i ribolov. Domaći turniri pridonose tomu da se dobar glas o Bošnjacima daleko čuje.  

## Prirodna baština

### Bošnjački Vjerovi
Vjerovi (Virovi) su vodotok dužine 18 380 m, širine prosječno oko 60 m, i dubine 2-7 m, čije je korito nastalo izlijevanjem rijeke Save, kao njezin rukavac tj. odvirak, u vrijeme visokih vodostaja. 
Danas, kada zbog izgradnje nasipa ne postoji izravna veza s rijekom Savom, Virovi skupljaju vodu iz šuma u području Bošnjaka i Otoka, i većim dijelom godine imaju odlike močvare, i riječnog jezera, te pružaju idealne uvjete za odmor, ribolov, lov, šetnju i branje gljiva.  
Za vrijeme velikih padalina u proljeće i u jesen, vodostaj im se znatno podigne i tada Virovi uspostavljaju prirodnu protočnu vezu s rijekom Spačvom, a preko nje s Bosutom i Savom, ponašajući se kao sporotekuća rječica.
Značajnu ulogu u njihovu vodostaju imaju podzemne vode, koje se kreću na dubini 1,75 – 2, 75 m ispod površine zemljišta, pa zato nikad ne presušuju. Dakle od prirodnog fenomena izvorišta – vira, nastao je i naziv Virovi, koji se u dijelu Bošnjaka nazivaju i Vjerovi. Bogato su stanište raznim biljnim i životinjskim vrstama. Zahvaljujući bujnoj vegetaciji, u vodi Vjerova nalaze se raznovrsni kukci koji služe kao hrana brojnim ribama i drugim životinjama. Ovdje žive ribe nizinskih voda: šaran, linjak, štuka, som, karas, sunčani karas, bjelica, grgeč – bandar – bulješ – okan ili ostriž, deverika, žutooka, keder i čikov. Među pticama ističu se bijela roda, crna roda, bijela čaplja, crna liska, siva čaplja, divlja patka, orao ribič, golub grivnjaš te orao štekavac – veliki riblji orao koji je veoma prorijeđen i prijeti mu izumiranje. Od sisavaca u vodi živi vidra, a na pojilo dolazi lisica, divlja svinja, srna i jelen. Općenito možemo reći da su fauna i flora Vjerova slični onima u Kopačevu.
U neposrednoj blizini Vjerova nalazi se Rezervat hrasta lužnjaka Lože. Zbog izvrsnih genetskih svojstava žir s obala Virova, kao sjemenski materijal, šalje se po cijeloj Europi te ovaj podatak dovoljno govori i o biološkoj vrijednosti ekosustava Vjerovi.
Na Vjerovima se nalaze ostaci srednjovjekovne utvrde Virgrad ili Slobodnjak grad, pa Općina Bošnjaci i Grad Otok rade na turističkom razvoju toga područja.
Tu se nalazi i vikend naselje u kojem postoje potencijali za oblikovanje dodatnih kapaciteta smještajne, ugostiteljske i druge turističke ponude.

## Svetište Drage Gospe Bošnjačke
Radi se o svetištu u ulici Ljudevita Gaja (Buče) gdje se Gospa ukazala dvijema djevojčicama i jednom dječaku, svi starosti od 9 do 15 godina. Ukazanja su trajala od ljeta 1945. godine do ljeta 1963., u početku na samom "svetištu", a kasnije i u župnoj crkvi, na oltaru BDM.
Prva ukazanja i znamenja na nebu započela su 10. svibnja 1945., dok je desetoro djece molilo krunicu na gumnu obitelji Domaćinović. 7. srpnja 1945. prvi puta je vidiocima progovorio sveti Martin, a sljedećeg dana 8. srpnja 1945. progovorila je i Majka Božja rekavši: "Ja sam draga Gospa" i "Bošnjaci sveto mjesto, anđeli moji".
Na vijest o ukazanju Gospe u Bošnjacima, koju nisu prenijele novine, narod iz tadašnje FNR Jugoslavije hrlio je u Bošnjake vlakom, kolima, pješice, na koljenima. Tako župnik, u spomenici župe, piše da se za Veliku Gospu, 15. kolovoza 1945., na svetištu skupilo između 10 000 i 15 000 hodočasnika, a bilježi i mnoga čudesa, ozdravljenja i milosti.
Nova komunistička vlast i UDBA je sve snage usmjerila na sprječavanje dolazaka i rastjerivanje naroda, tako da su vidioci, članovi njihovih obitelji i svećenici ispitivani i zatvarani, a milicija je pucala iz oružja, te čak postavila i nekoliko mina na svetištu, od kojih je ranjeno nekoliko hodočasnika. Zbog ukazanja je proganjan i tadašnji župnik i dekan Marijan Galović, te još neki katolički svećenici, a neki su vjerojatno i ubijeni, kao dominikanac Česlav Novak.
Nakon što je Bosansko-đakovački i Srijemski biskup dr. Antun Akšamović 16. kolovoza 1947. posjetio svetište u Bošnjacima, izmolio 7 Očenaša, 7 Zdravomarija i 7 Slavaocu, komunistička je vlast organizirala rušenje svetišta 22. kolovoza 1947., pa su se ukazanja nastavila u župnoj crkvi.
Od ožujka 1950. ukazanja su bila tri puta mjesečno: 5., 15., i 25. u mjesecu, a progoni su se i dalje nastavili, osobito prema vidjelici Mariji Golubičić, koja je u nekoliko navrata osuđivana i zatvarana.
Zadnje ukazanje je bilo na blagdan Velike Gospe 1963., a krajem iste godine Marija Golubičić je otišla u samostan Milosrdnih sestara Sv. Križa u Đakovo, uzevši redovničko ime Bernardica.
Unatoč progonima i zabranama, kroz cijelo vrijeme komunističke vlasti, Bošnjačani su privatno ili u molitvenim grupama odlazili na svoje "svetište", da bi uspostavom slobode i demokracije, uz podršku župe i općine, ponovno oživjelo javno štovanje BDM na "svetištu".

## Spomenici i znamenitosti
- Šumarski muzej[11]
- Crkva sv. Martina iz 1792. godine, župna crkva
- Svetište Drage Gospe Bošnjačke
- Virgrad, arheološki lokalitet s ostacima utvrde podignute u 14. stoljeću
- Crkva sv. Antuna na Topoli iz 1998. godine
- Spomen-križ, podignut 2021. godine u znak sjećanja na 105 poginulih i nestalih Bošnjačana u Prvom svjetskom ratu, 569 poginulih i nestalih Bošnjačana u Drugom svjetskom ratu i 14 poginulih i nestalih mještana u Domovinskom ratu[18]
- Centar za promociju poljoprivrede i ruralnog razvoja "Slavonska kuća" (2021.)[19][20]

## Obrazovanje
- Osnovna škola fra Bernardina Tome Leakovića[21]

## Kultura
- Kulturno-umjetničko društvo Branimir[22]
- Ženski vokalni ansambl Nene[23]
- Ženska pjevačka skupina Snaše
- Muška pjevačka skupina Baće[24]

## Sport
- NK Zrinski Bošnjaci
- RK Zrinski
- Šahovski klub Bošnjaci
- Športsko ribolovna udruga "Virovi" Bošnjaci
- Taekwon-do klub Zrinski Bošnjaci

Noćni malonogometni turnir 'Bošnjaci'  održava se od 1966.

## Ostalo
- Dobrovoljno vatrogasno društvo "Bošnjaci"

## Događanja
- Dan Općine Bošnjaci, 22. svibnja
- K nebu leti, pjesmo moja, godišnja smotra pučkih marijanskih pjesama u župnoj crkvi Sv. Martina biskupa u organizaciji mjesnog Kulturno-umjetničkog društva "Branimir"[26]
- Šahovski turnir "Open Bošnjaci" održava se od 1996. godine
- Noćni malonogometni turnir "Bošnjaci" održava se od 1966. godine

## Poznate osobe
- Vanja Drach (1932. – 2009.), glumac
- Nada Subotić (1931. – 2016.), glumica
- Časna sestra Bernardica (Marija) Golubičić – vidjelica (1932. – 2022.)[27]
- Sonja Kovačić-Tajčević (1894. – 1968.), slikarica[28]
- Josip Babogredac (1907. – 1989.), učitelj i slikar[29]
- Mislav Lešić, slikar[30]
- Martin Lešić[31]
- Nera Lešić, model[32]
- Mato Leaković, političar
- Mato Babogredac (1875. – 1950.), političar
- Antun Bačić – Tuca, pjesnik (Ovdje smo) i bošnjački župnik
- Ivan Gačić, pučki pjesnik
- Zdenko Ilić, svećenik Đakovačko-osječke nadbiskupije, sudac i branitelj veze[33]
- Antun Jovanovac, svećenik i pjesnik[34]
- Matej Juzbašić, učitelj i kulturni djelatnik
- Vinko Juzbašić, publicist, zavičajni povjesničar[35]
- Bernardin (Toma) Leaković (1741. – 1815.), fratar i književnik (Nauk od poglavitih stvarih kerstjansko-katolichanskih)[36]
- Ivan Lenić, požeški biskup
- Antun Lešić Tunja, učitelj, pisac i glazbenik (Oskrnavljeni raj, Let plavog konjogriza, Vremena iskrivljenih ogledala)[37]
- Ilija Lešić – Bartolov (1915. – 1985.), književnik i publicist (Hajduk Ilijica i druge pripovijetke, Marika; Vesela je Šokadija)[38][39]
- Luka Lešić (1898. – 1945.), političar
- Damir Matanović, znanstvenik i sveučilišni profesor u Osijeku[40]
- Josip Mišić, nogometaš[41]
- Matija Mišić, nogometaš
- Suzana Nikolić, glumica
- Matija Pavličić (1885. – 1904.)[42]
- Josip Šarčević (1949. – 2009.), profesor vinkovačke gimnazije
- Mirko Šarčević
- Petar Šokčević, svećenik i književnik
- Andrija Šumanovac, svećenik
- Franjo Šumanovac, geolog[43]
- Mario Vinković Dada (Ćovin), pjesnik
- Marijan Batarilović, pilot
- Niko Franjić, ekonomist i hrv. branitelj, stradao u atentatu na Ivu Pukanića

## Vanjske poveznice
Mrežna mjesta
- Općina Bošnjaci, službeno mrežno mjesto
- Bošnjački list  Arhivirana inačica izvorne stranice od 10. svibnja 2021. (Wayback Machine), službeno općinsko glasilo